# Satoshi Tajiri
Satoshi Tajiri (田尻 智, Tajiri Satoshi), (Setagaya, 28 de agosto de 1965) é um designer de jogos eletrônicos mais conhecido como criador de Pokémon e fundador da Game Freak.

## Biografia
Quando Satoshi Tajiri era pequeno a sua mãe não lhe deixava ter animais de estimação, por isso ele andava em florestas e vales à procura de insetos, para colecionar e para trocá-los.
Mas com o tempo, os lagos e florestas foram sendo substituídos por estacionamentos e prédios, ele queria mostrar para as crianças de hoje como era caçar "insetos".
Começou sua carreira no videogame como tester de uma revista. Em 1982, Satoshi Tajiri e seus amigos decidiram criar uma empresa de videogames, que viria a ser a Game Freak.
Ele se tornou uma celebridade dos videogames, escrevendo dois livros. No final dos anos 80, a Game Freak estava em desenvolvimento de jogos e se mudaria para um escritório dentro do prédio da Nintendo no Japão. Lá publicou alguns jogos que fizeram muito sucesso. Satoshi Tajiri imaginou jogar um jogo onde poderia se capturar monstros e batalhar.
Se inspirando na sua coleção de insetos da sua adolescência ele aumentou sua ideia. Ele adorava coletar informações, as estatísticas de vários heróis e suas características. Juntando suas ideias de criança criou no videogame a sua coleção de insetos, ficando claro para ele que resultaria na grande satisfação do imenso público infantil.
A ideia veio mesmo quando ele viu duas pessoas jogando Game Boy in Flax. Um inseto estava envenenado em um dos Game Boy, quando estava conectado a outro Game Boy pelo Cable Link. A ideia do Cable Link seria ótima para que Pokémon desse certo, por poder passar informações de dois Game Boy(s) assim ampliando a coleção de "insetos" que cada um possuía.
A Nintendo então gostou da ideia de Satoshi que começou a criar os cenários e os personagens. Ele e seu time trabalharam no projeto por 5 anos. Não teve muitos testes nem mudanças. Pokémon Red & Green (ocidentais Red & Blue) são lançados em 1996 no Japão e no fim do mesmo ano, com mais de 8 milhões de cópias vendidas sem nenhum tipo de publicidade.
Daí se pensou na ideia de se criar um anime com o nome de Pokémon, pois se o jogo deu tão certo, o anime também daria. A ideia foi esplêndida, e hoje Satoshi Tajiri é um homem milionário, e ainda tem lucro com as empresas Game Freak e Nintendo.
O herói do anime Pokémon, Ash Ketchum, na versão original japonesa leva o nome de Satoshi (サトシ).